# Plaza Ferrocarriles Argentinos (Junín)

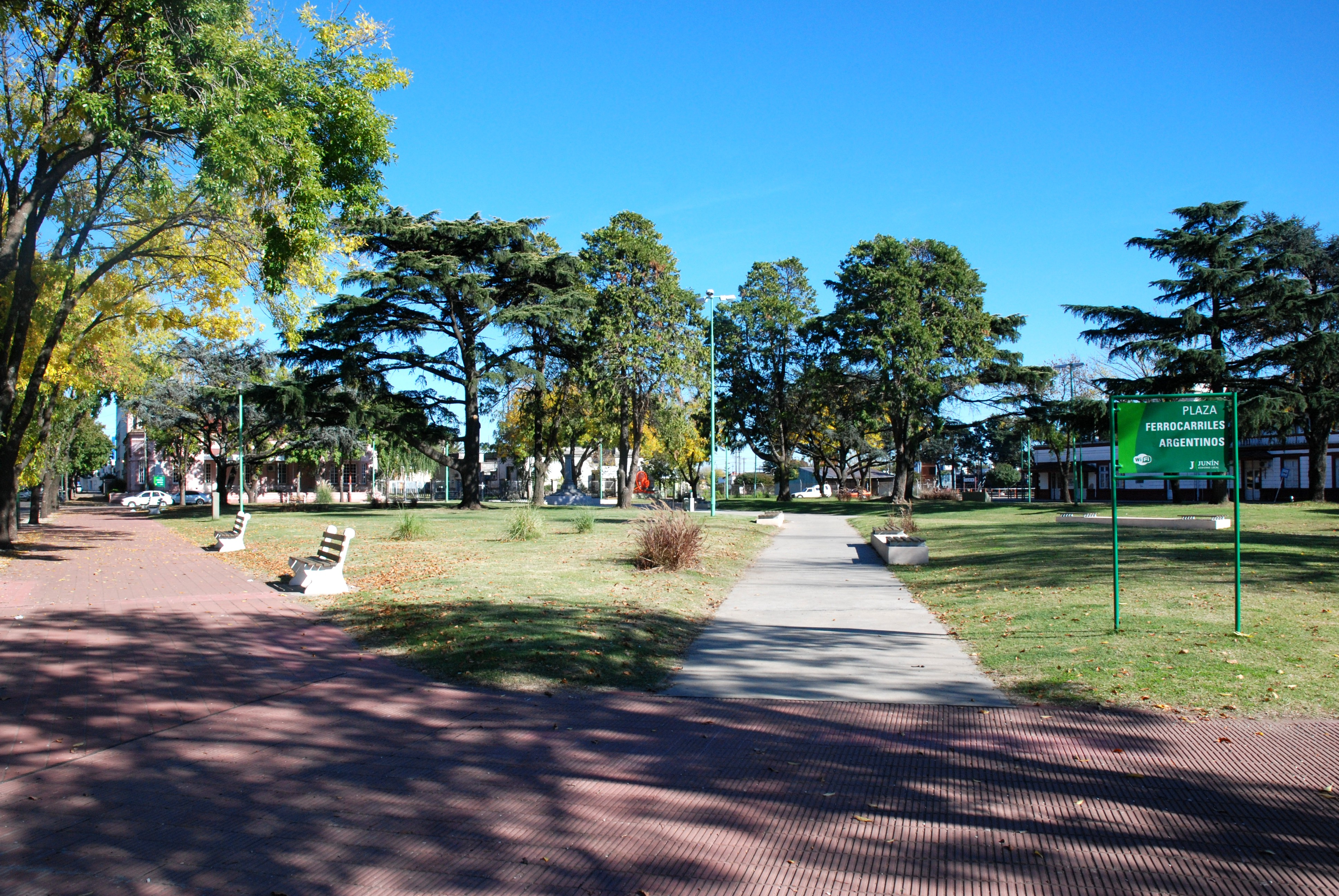
Plaza Ferrocarriles Argentinos de la ciudad de Junín, Argentina, vista desde la esquina de Newbery y General Paz.

La Plaza Ferrocarriles Argentinos es un espacio verde público de la ciudad de Junín, Argentina, ubicada frente a la estación del gran Ferrocarril General San Martín. Anteriormente fue conocida con el nombre de Plaza Británica.

## Historia
Cuando el Ferrocarril Buenos Aires al Pacífico llegó a Junín en 1884 e instaló sus talleres dos años después, muchos técnicos y directivos de origen inglés comenzaron a radicarse en el pueblo, que en 1905 sería considerado ciudad. Es así como surge el Club Inglés, que reunía a esta colectividad y estaba ubicado a menos de 100 metros de la estación. Frente al edificio se encontraban las canchas de tenis, deporte que era practicado por muchos de aquellos ingleses.
El edificio principal de esta institución se encuentra en la actualidad totalmente reciclado y funcionó como rectorado de la Universidad Nacional del Noroeste de la Provincia de Buenos Aires hasta 2012. Las canchas de tenis se transformaron en una plaza que originalmente se llamó "Británica" pero al celebrarse el centenario de la llegada del ferrocarril a Junín, en 1984, se le cambió el nombre por "Ferrocarriles Argentinos".
En 2010 Junín inauguró el primer sistema de Wi-Fi público de la provincia de Buenos Aires, y la plaza Ferrocarriles Argentinos fue una de las que contó con este servicio.
Durante 2011 se realizó la remodelación y puesta en valor de la plaza, obra que incluyó la colocación de bancos, modernización de luminarias y la reconstrucción de veredas.
En 2013 la plaza fue sede de la tercera edición del Festival Estival de Música Independiente, contando con la presentación de Dinámica, Gastón Boidi y la Orquesta Atípica del Noroeste, Piedra Gómez y Los Guevara.

## Características

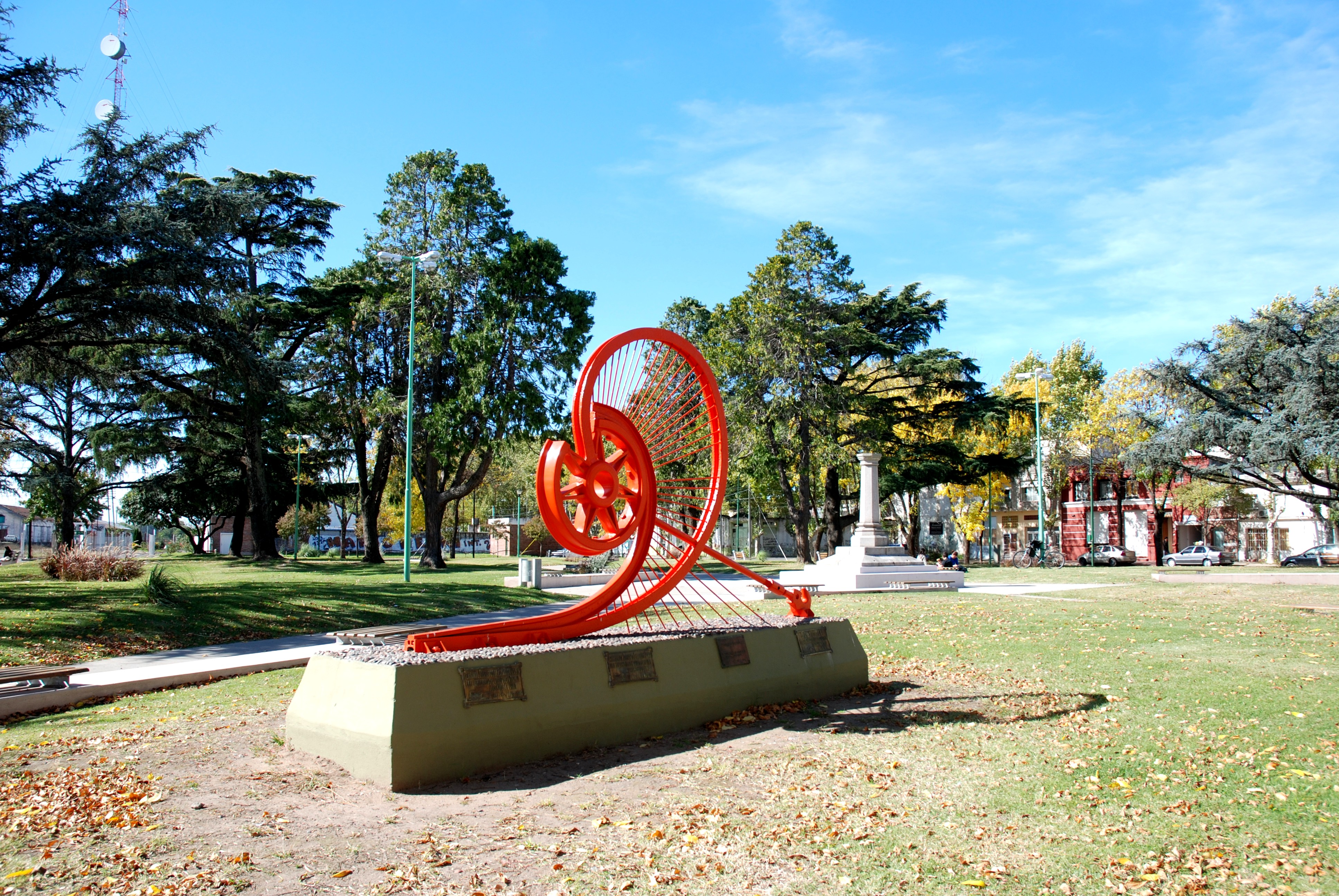
Escultura "Origen", en la Plaza Ferrocarriles Argentinos.

Se trata de un predio casi rectangular, arbolado y con caminos internos que no habían sufrido cambios durante décadas, hasta la remodelación realizada en 2011.
Del lado de la calle Sáenz Peña posee una escultura creada por los arquitectos Salvador Roselli y Julio César Lazcano. Se llama "Origen" y está realizada íntegramente en materiales ferroviarios mediante técnicas de ensamblado y soldadura.

## Ubicación
La plaza se encuentra frente a la estación ferroviaria en el barrio Pueblo Nuevo, y entre las calles Newbery, Sáenz Peña, General Paz y el pasaje La Porteña. Esta última calle que recorre la fachada de la estación tiene sólo 100 m de longitud y lleva su nombre en homenaje a la primera locomotora argentina.